# Providence Steamrollers
I Providence Steamrollers furono una franchigia statunitense di pallacanestro che partecipò al campionato NBA dal 1946 fino al fallimento nel 1949.

## Storia della franchigia
Gli Steamrollers furono una delle undici originali franchigie NBA (quando la lega si chiamava ancora BAA). Al loro fallimento dopo tre stagioni gli Steamrollers avevano totalizzato un record di 46-122. Detengono ancora il primato per minor numero di partite vinte in una stagione, solo 6 nel 1947-48. Sempre nel 1947-48 il giocatore Nat Hickey stabilì il record di giocatore più vecchio ad aver mai giocato nella lega (46 anni).

## Stagioni
| Stagione | Lega | Denominazione           | V  | P  | %    | Piazzamento | Play-off |
| -------- | ---- | ----------------------- | -- | -- | ---- | ----------- | -------- |
| 1946-47  | BAA  | Providence Steamrollers | 28 | 32 | 46,7 | 6º          | -        |
| 1947-48  | BAA  | Providence Steamrollers | 6  | 42 | 12,5 | 4º          | -        |
| 1948-49  | BAA  | Providence Steamrollers | 12 | 48 | 25,0 | 4º          | -        |